# Antonio Montesinos
Antonio Montesinos (ur. ok. 1475, zm. 27 czerwca 1540) – hiszpański dominikanin, obrońca praw Indian. 
Antonio Montesinos studiował na Uniwersytecie w Salamance, gdzie wstąpił do zakonu dominikanów. W 1510 roku wraz z Pedro de Cordova przybył na Hispaniolę do klasztoru dominikanów zarządzanego przez brata Pedro de Cordoba. W 1511 roku w czwartą niedzielę adwentu jako pierwszy publicznie podczas kazania wypowiedział się na temat zniewolenia Indian i stawił się w ich obronie. Podczas kazania obecni byli wszyscy dostojnicy Hispanioli. Wystąpienie Montesinosa wzbudziło poruszenie i burzę na wyspie, w wyniku czego dominikanie musieli udzielać wyjaśnień przed dworem królewskim i władzami zakonnymi w Hiszpanii. 
W 1526 roku wraz z ojcem Anthonym de Cervantesem i kilkuset kolonistami wyruszył do nowo odkrytych ziem, w pobliże późniejszego Jamestown lub nawet Nowego Jorku. Obaj zakonnicy byli pierwszymi, którzy odprawili mszę katolicką na terytorium dzisiejszych Stanów Zjednoczonych. W 1528 roku wyruszył wraz z dwudziestoma braćmi do Wenezueli. 
Jest autorem dzieła "Informatio juridica in Indorum defensionem" (pol. Wsparcie prawne w obronie Indian). Jego postać i działalność na rzecz obrony Indian była wspominana w dziele Scriptores ordinis Praedicatorum medii aevi (pol. Pisarze zakonu dominikanów w epoce średniowiecza) z ok. 1500 roku i w dziele Bartolomé de Las Casas Brevísima relación de la destrucción de las Indias (pol. Krótki opis zagłady Indian). 

Działania misjonarskie dominikanów na rzecz Indian zostały zauważone przez Kongres Amerykanistów w 1934 i w 1964 roku. Odsłonięto wówczas pomnik na cześć zakonników, a w mowie otwarcia stwierdzano:

Mężowie ci, ucieleśniający hiszpański krytycyzm, jak Montesico, Las Casas, Vitorio, Soto i wielu innych zasługujących na chwałę, są prawdziwymi przedstawicielami hiszpańskiego sumienia